# Dodi Lukebakio
Dodi Lukebakio Ngandoli (nascut el 24 de setembre de 1997) és un futbolista professional belga que juga d'extrem dret al Sevilla de la Lliga i a la selecció de Bèlgica.

## Carrera de club

### Anderlecht

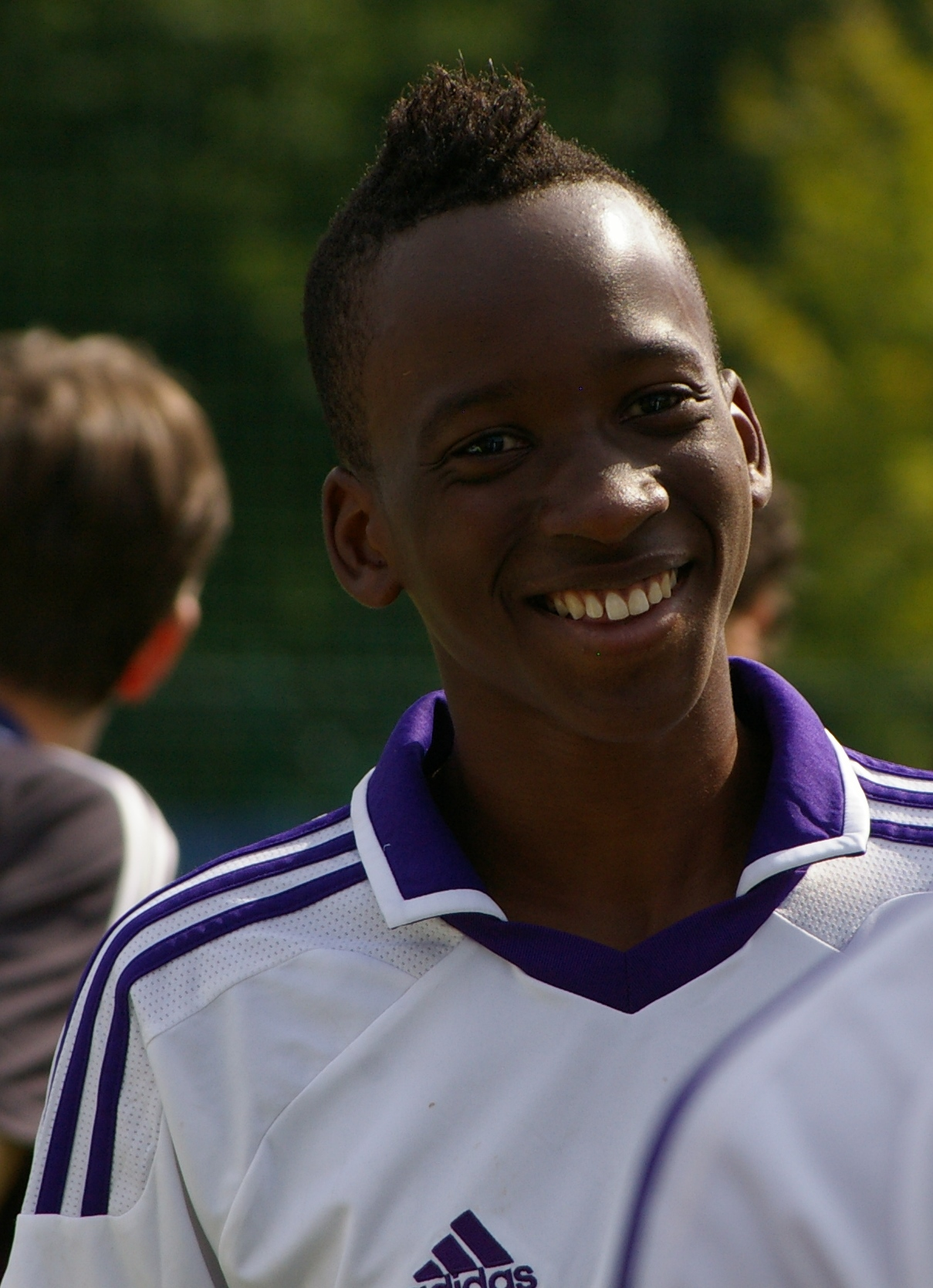
Lukebakio durant la seva estada a l'RSC Anderlecht el 2012.

El 25 d'octubre de 2015, Lukebakio va debutar professionalment al minut 79 com a substitut de Youri Tielemans en un partit de Primera Divisió A belga contra el Club Brugge, que va resultar en una victòria per 3-1 per a l'Anderlecht. El 7 de desembre de 2015, Lukebakio hi va signar un nou contracte de cinc anys. Tres dies després, va fer el seu primer debut a la Lliga Europa de la UEFA com a substitut d'Imoh Ezekiel al minut 66 de la victòria per 2-1 contra el Qarabağ FK. El 29 de gener de 2016, va jugar el seu primer partit complet amb l'Anderleth, una victòria fora de casa per 2-1 contra el Sint-Truden. El 28 de febrer de 2016, després d'entrar com a substitut d'Alexander Büttner, va marcar l'empat al minut 74 en un empat 3-3 contra l'Standard de Lieja.

#### Temporada 2016-17: Cedit al Tolosa
El 31 d'agost de 2016, Lukebakio va fitxar pel club francès Toulouse FC. El 8 de gener, va debutar amb el Tolosa als vuitens de final de la Copa de França, com a substitut, substituint Ola Toivonen al minut 58 en una derrota a casa per 2-1 contra l'Olympique de Marsella. El 14 de gener, Lukebakio va debutar a la  Ligue 1 substituint Issiaga Sylla al minut 56 de la derrota per 1-0 contra el Nantes. Lukebakio va acabar la cessió al Touluse amb 5 aparicions, totes com a suplent.

#### Temporada 2017-18: Cedit a l'Sporting Charleroi
El 2 de juliol de 2017, el Charleroi va signar Lukebakio amb un contracte de cessió durant tota la temporada. El 29 de juliol, va debutar amb el Charleroi en un partit de Primera Divisió A belga contra el  Kortrijk, que va resultar en una victòria a casa per 1-0 pel Charleroi. El 5 d'agost, va marcar dos gols en un partit contra el Royal Excel Mouscron, el partit va acabar amb una victòria a domicili per 5–2 pel Charleroi. El 5 de novembre, va marcar el seu tercer gol al minut 71 d'una victòria fora de casa per 3-1 contra l'Anvers.

### Watford
El 30 de gener de 2018, es va anunciar que Lukebakio s'uniria a Watford amb un contracte de quatre anys i mig. El 10 de febrer, va debutar a la Premier League durant la derrota del Watford per 2-0 davant el West Ham United.

#### Cessió al Fortuna Düsseldorf
El 23 de juliol de 2018, Lukebakio es va unir al Fortuna Düsseldorf amb un contracte de cessió per a la temporada 2018-19. El 24 de novembre de 2018, Lukebakio es va convertir en el primer jugador de la història de la Bundesliga a marcar tres gols contra Manuel Neuer en un empat 3-3 contra el Bayern de Múnic. El mes següent, va tornar a trobar el fons de la xarxa en una victòria per 2-1, ja que el Düsseldorf va lliurar al líder de la Bundesliga, el Borussia Dortmund, la seva primera derrota a la lliga de la temporada.

### Hertha BSC
L'1 d'agost de 2019, Lukebakio es va transferir a l'Hertha BSC. Va marcar el primer gol de l'Hertha de la temporada 2019-20 de la Bundesliga en el partit inaugural de l'equip contra el Bayern de Múnic; empat 2-2.

### Sevilla
El 24 d'agost de 2023, Lukebakio va signar un contracte de cinc anys amb el Sevilla de la Lliga. El 17 de setembre, va marcar un gol al seu debut en una victòria per 1-0 contra UD Las Palmas.

## Carrera internacional

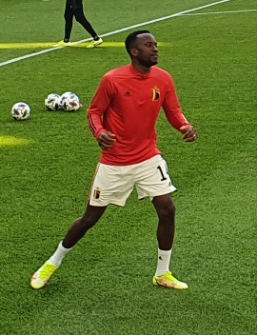
Dodi Lukebakio escalfant a la Lliga de les Nacions a Itàlia (2021)

Lukebakio va néixer a Bèlgica de pares d'ascendència congolesa. Lukebakio va debutar amb la selecció de futbol de la RD Congo en una derrota amistosa per 1-0 davant Kenya el 4 d'octubre de 2016. Des de llavors, ha canviat de lleialtat per representar la selecció sub-21 de Bèlgica. L'octubre de 2020 va ser convocat a la selecció sènior de Bèlgica per a l'amistoc contra Costa d'Ivori i els partits de la UEFA Nations League contra Anglaterra i Islàndia els dies 8, 11 i 14 d'octubre de 2020, respectivament.
El 14 d'octubre de 2023, Lukebakio va marcar els seus dos primers gols internacionals sèniors en la victòria de Bèlgica per 3-2 a la classificació per a l'Eurocopa 2024 contra Àustria.

## Palmarès
Individual
- Novell del mes de la Bundesliga: desembre de 2018[28]